# Chersotis metagrapha
Chersotis metagrapha är en fjärilsart som beskrevs av Zoltan Varga 1975. Chersotis metagrapha ingår i släktet Chersotis och familjen nattflyn. Inga underarter finns listade i Catalogue of Life.